# Mathias Dieth

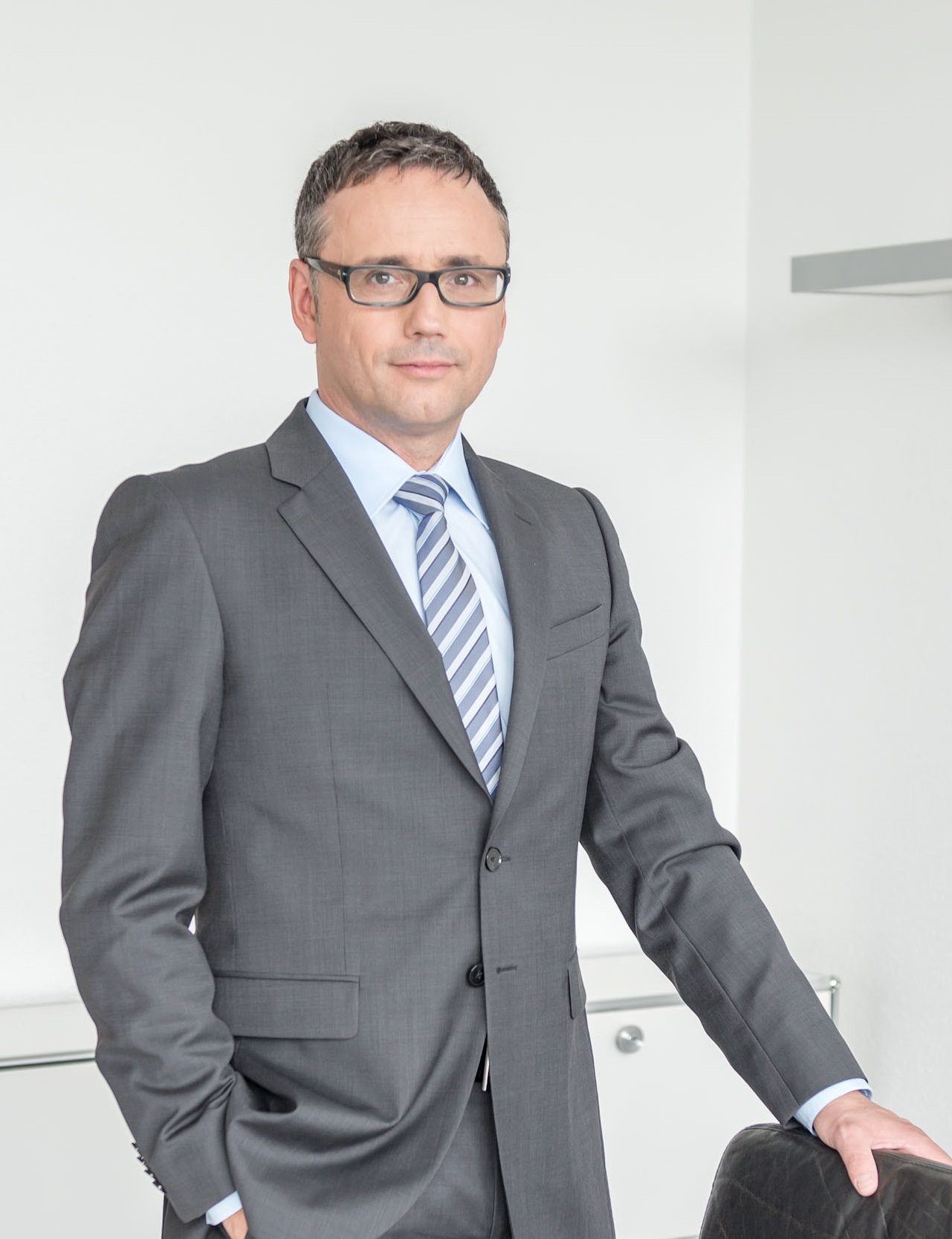
Mathias Dieth (2012)

Mathias Dieth (* 1964 in Ulm) ist ein deutscher Jurist und ehemaliger Heavy-Metal-Gitarrist, der bei den Bands Gravestone, Sinner und U.D.O. spielte.

## Biografie
Mathias „Don“ Dieth wurde 1964 in Ulm geboren. Nach dem Abitur und dem Zivildienst nahm er 1984 und 1985 seine ersten beiden Alben mit der Band Gravestone aus Ulm auf.

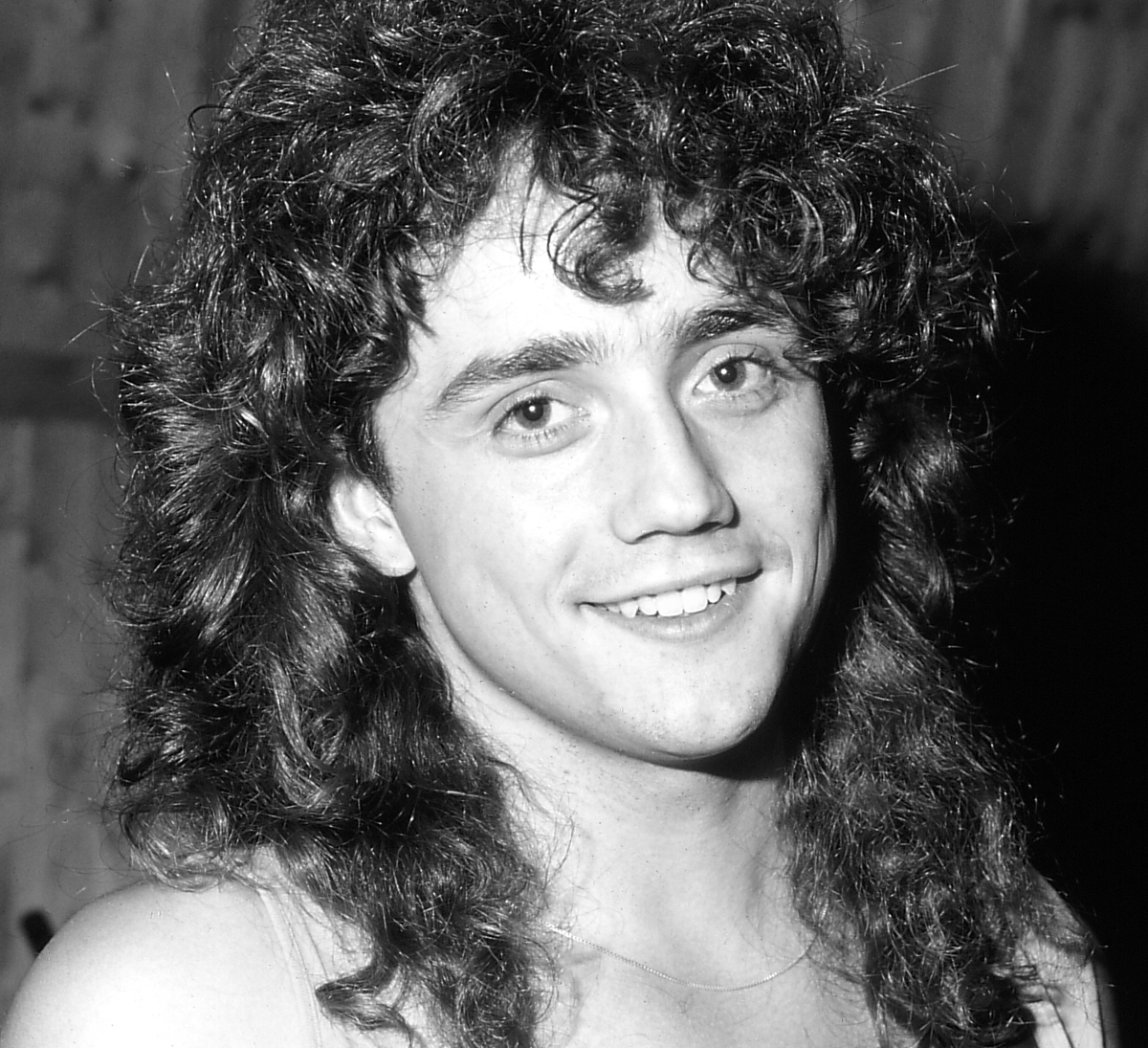
Mathias Dieth, bei SINNER (1987)

1986 und 1987 spielte er mit der Band Sinner die beiden Alben Comin’ Out Fighting und Dangerous Charm im Studio von Dieter Dierks ein. Während einer Pause wechselte er 1987 zur Band U.D.O. von Udo Dirkschneider, bei der er zu den Gründungsmitgliedern gehörte. Mit U.D.O. spielte er bis 1991 insgesamt 4 Alben ein und konnte – nach eigenen Aussagen – erstmals von der Musik leben. 1988 ging er gemeinsam mit der Band auf eine US-Tournee mit Guns N’ Roses 1989 folgte eine weitere mit Ozzy Osbourne. Parallel zur Arbeit in der Band war er Studiomusiker und spielte für verschiedene Bands, darunter auch Accept. 1991 beteiligte er sich zudem an dem Projekt APE – All Planet Earth, beendete dann jedoch seine Musikerlaufbahn aufgrund der Annahme, dass für U.D.O. mit der aufkommenden Grunge-Welle keine Zukunftsperspektive mehr bestehe. Udo Dirkschneider entschied, die Band U.D.O. zugunsten einer Re-Union mit Accept auf Eis zu legen, mit der er bis 1996 vier Alben aufnahm.
Nach seinem Ausstieg bei U.D.O. begann er sein Jura-Studium an den Universitäten Köln und Hohenheim. 1996 beendete er sein erstes juristisches Staatsexamen, 1998 wurde er promoviert und 1999 wurde er Anwalt. Seit 2011 ist Mathias Dieth als Partner und Rechtsanwalt in der Wirtschaftskanzlei „MRD Rechtsanwälte“ (vormals: „Strunden und Partner“) in Köln tätig und befasst sich schwerpunktmäßig mit den Bereichen Medien, Kultur, Urheberrecht und gewerblicher Rechtsschutz. Zudem war er seit dem Wintersemester 2006/2007  als freier Dozent für Medienrecht an der Hochschule Fresenius in Köln tätig.

## Diskografie
Mit Gravestone:
- 1984: Victim of Chains
- 1985: Back to Attack

Mit Sinner:
- 1986: Comin’ Out Fighting
- 1987: Dangerous Charm

Mit U.D.O.:
- 1987: Animal House
- 1989: Mean Machine
- 1990: Faceless World
- 1991: Timebomb

Mit APE:
- 1992: Human Greed

## Publikationen
- Musikwerk und Musikplagiat im deutschen Urheberrecht. In: Schriftenreihe des Archivs für Urheber- und Medienrecht. (UFITA) Bd. 181. Nomos, Baden-Baden 2000.
- Vorsicht bei Vergleichen In: Der Handel. 06/2007, S. 70 f.
- Kommentar zum Urteil OLG Düsseldorf vom 21. Mai 2013 I-20 U 67/12 – DER WENDLER. In: Wettbewerb in Recht und Praxis. (WRP) 2013, S. 1081 ff.
- Verwässerung von Marken unterbinden. In: Lebensmittel Zeitung. 6/2015, S. 32.